# マルクアントニオ・ズィマーラ

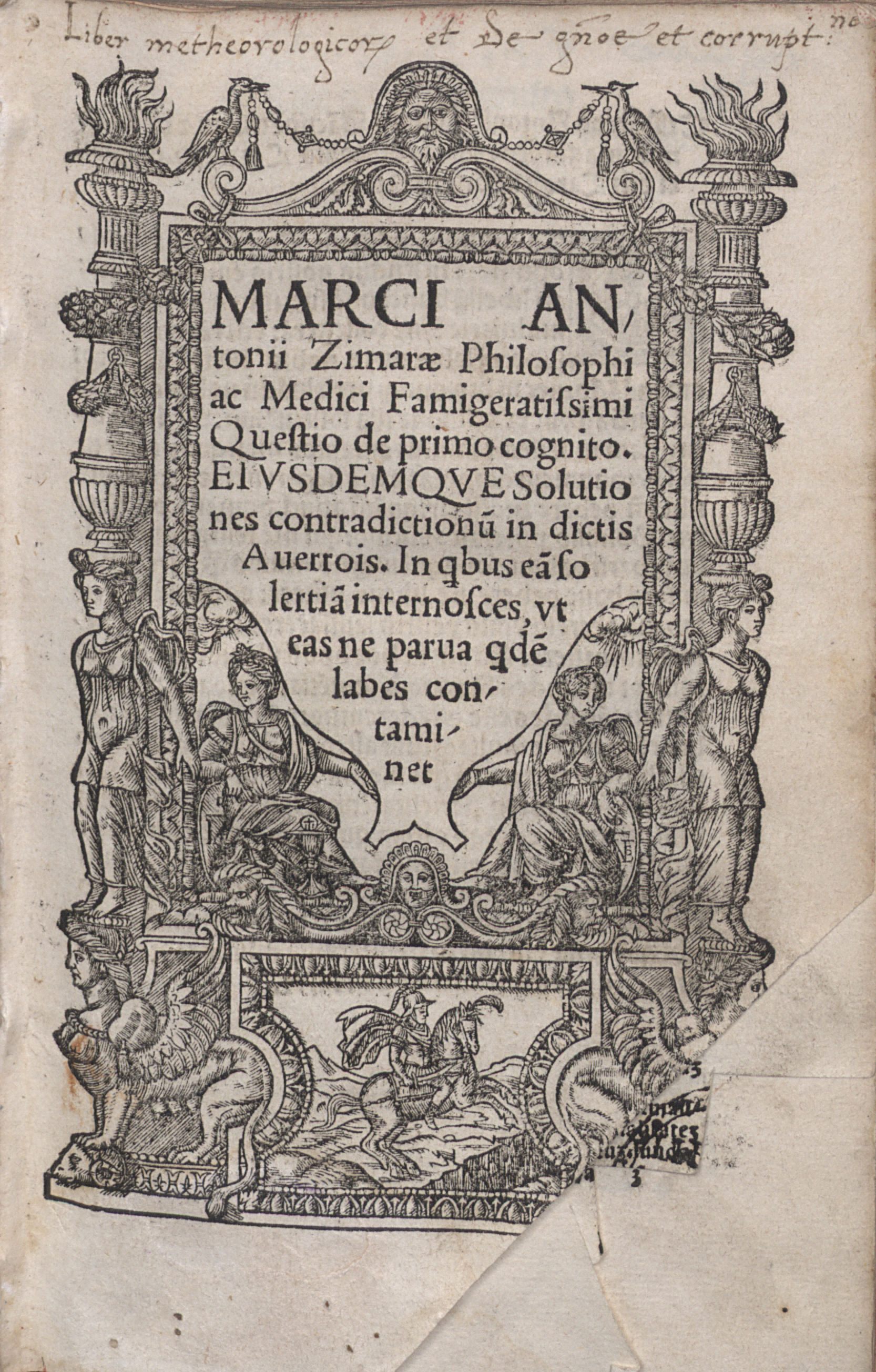
Questio de primo cognito

マルクアントニオ・ズィマーラ（Marcantonio Zimara または Zimarra　またはMarci Antonii Zimarae、Mark Anthony Zimaraとも 1475年 - 1535年）はイタリアの学者、医師である。著書『魔術医療の洞窟』（Antrum magico-medicum）は、17世紀初頭に活動した同名の別人によるものである。
イタリア半島南端の街、ガラティーナに生まれた。パドヴァ大学で医学と哲学を学んだ。パドゥヴァとナポリでアリストテレスの哲学や医学を教えた。アリストテレスやアルベルトゥス・マグヌスの著作に注釈を加え、病気に関する著作もあった。水や錘を使わずに永久運動を作る方法として、風車によって駆動されるふいごによって風を起こして風車をまわす永久機関の記述を残した。